# José María León Jiménez
José María León Jiménez (Aguilar de la Frontera, 17 de abril de 1893 - Aguilar o Puente Genil, 2 de agosto de 1936) fue un campesino y político andaluz, alcalde de su ciudad natal.

## Biografía
Hijo de una familia campesina, trabajo en el campo desde joven, habiendo recibido la instrucción elemental de su padre. En 1920 fue elegido concejal de su localidad natal por el Partido Socialista Obrero Español, puesto del que fue depuesto, como toda la corporación, con la dictadura de Primo de Rivera. En 1930 fue elegido de nuevo, presentándose con la candidatura republicano-socialista para las elecciones de 1931 que dieron lugar a la proclamación de la Segunda República y siendo elegido gracias a obtener la candidatura trece de los veinte concejales en disputa. Aunque el Alcalde elegido fue José Jiménez Carretero, una moción de censura dio paso a que León Jiménez fuera elegido por el pleno del Ayuntamiento como nuevo Alcalde. En 1934-1936 la alcaldía estuvo en manos de la Confederación Española de Derechas Autónomas (CEDA) en la persona de Miguel Leiva Jiménez, y en febrero de 1936 León Jiménez volvió a ser nombrado Alcalde.
Con el golpe de Estado que dio lugar al inicio de la Guerra Civil, el 19 de julio de 1936 se publicó el Bando de Guerra por la Guardia Civil en Aguilar. Oculto hasta el 25 de julio, José María León fue detenido ese día junto a muchos otros militantes de la izquierda política, siendo fusilado sin juicio alguno el 2 de agosto y enterrado en lugar desconocido, posiblemente en Puente Genil o en el Camino de Las Vigas, aunque figura inscrito en el registro civil de Aguilar de la Frontera. Fue una de las 132 personas fusiladas o desaparecidas en la localidad con la represión franquista, y una de las once fusiladas el mismo día en la provincia de Córdoba: 2 de agosto de 1936.